# Stenanona panamensis
Stenanona panamensis Standl. – gatunek rośliny z rodziny flaszowcowatych (Annonaceae Juss.). Występuje naturalnie w Panamie oraz Kostaryce. 

## Morfologia
PokrójZimozielone drzewo dorastające do 6 m wysokości.
LiścieMają owalny lub lancetowaty kształt. Mierzą 13,4–21,1 cm długości oraz 4,8–7,6 cm szerokości. Nasada liścia jest rozwarta. Blaszka liściowa jest całobrzega o spiczastym wierzchołku. Ogonek liściowy jest owłosiony i dorasta do 1–4 mm długości.
KwiatySą pojedyncze lub po 2–3 zebrane w pęczki, rozwijają się bezpośrednio na gałęziach (kaulifloria). Mają 3 działki kielicha o owalnym kształcie i dorastające do 11 mm długości. Płatków jest 6, mają lancetowaty kształt i osiągają do 53 mm długości. Kwiaty mają 65 pręcików i 10 owocolistków.
OwocePojedyncze, osadzone na szypułkach, osiągają 21–38 mm długości.

## Biologia i ekologia
Rośnie w lasach, na terenach nizinnych.